# Adolf Suligowski
Adolf Suligowski (ur. 3 marca 1849 w Warszawie, zm. 16 lutego 1932 tamże) – polski prawnik, adwokat, profesor Uniwersytetu Warszawskiego, poseł na Sejm Ustawodawczy, autor Bibljografji prawniczej polskiej XIX i XX wieku.

## Życiorys
Ukończył gimnazjum w Lublinie. Od 1868 studiował na Wydziale Prawa i Administracji Szkoły Głównej Warszawskiej, a po jej zamknięciu dokończył studia w 1872 na Cesarskim Uniwersytecie Warszawskim.
Po odbyciu aplikacji i zdaniu egzaminu sędziowskiego w 1875 został mianowany patronem przy Trybunale Warszawskim. W 1877 został adwokatem. Specjalizował się w sprawach z zakresu prawa cywilnego. W latach późniejszych także ekspert z zakresu prawa samorządu terytorialnego. W 1893 za odczytanie przysięgi sądowej po polsku, a nie po rosyjsku, został ukarany skreśleniem z listy adwokatów (po odwołaniu karę zamieniono na karę surowej nagany). Po podobnej sprawie w 1914 został w trybie dyscyplinarnym definitywnie wykreślony z listy adwokatów i do zawodu powrócił dopiero w wolnej Polsce.
Współpracował z Gazetą Sądową Warszawską, w swoich publikacjach skupiając się na kwestiach etyki adwokackiej, samorządu zawodowego adwokatów oraz zasad kształcenia adwokatów.
W roku 1905 zainicjował utworzenie „Stowarzyszenia właścicieli nieruchomości m. Warszawy” i przez kilkanaście lat był jego prezesem. 
W 1911 ukazała się w Warszawie jego Bibljografja prawnicza polska XIX i XX wieku: poprzedzona słowem wstępnym i rzutem oka na twórczość piśmienniczą prawników polskich w ciągu XIX wieku i pierwszego dziesięciolecia XX wieku, która do dzisiaj pozostaje podstawowym źródłem informacji bibliograficznej o polskim piśmiennictwie prawniczym z tamtego okresu.
Wybrany w 1916 do pierwszej Rady Miejskiej w Warszawie, po śmierci rektora Józefa Brudzińskiego został jej prezesem. W 1917 był organizatorem zjazdu miast polskich w Warszawie, podczas którego powołano Związek Miast Polskich z nim, jako prezesem, na czele. Był pracownikiem Komitetu Ofiary Narodowej Tymczasowej Rady Stanu. Postanowieniem Rady Regencyjnej z dnia 26 kwietnia 1918 został mianowany członkiem Rady Stanu. 

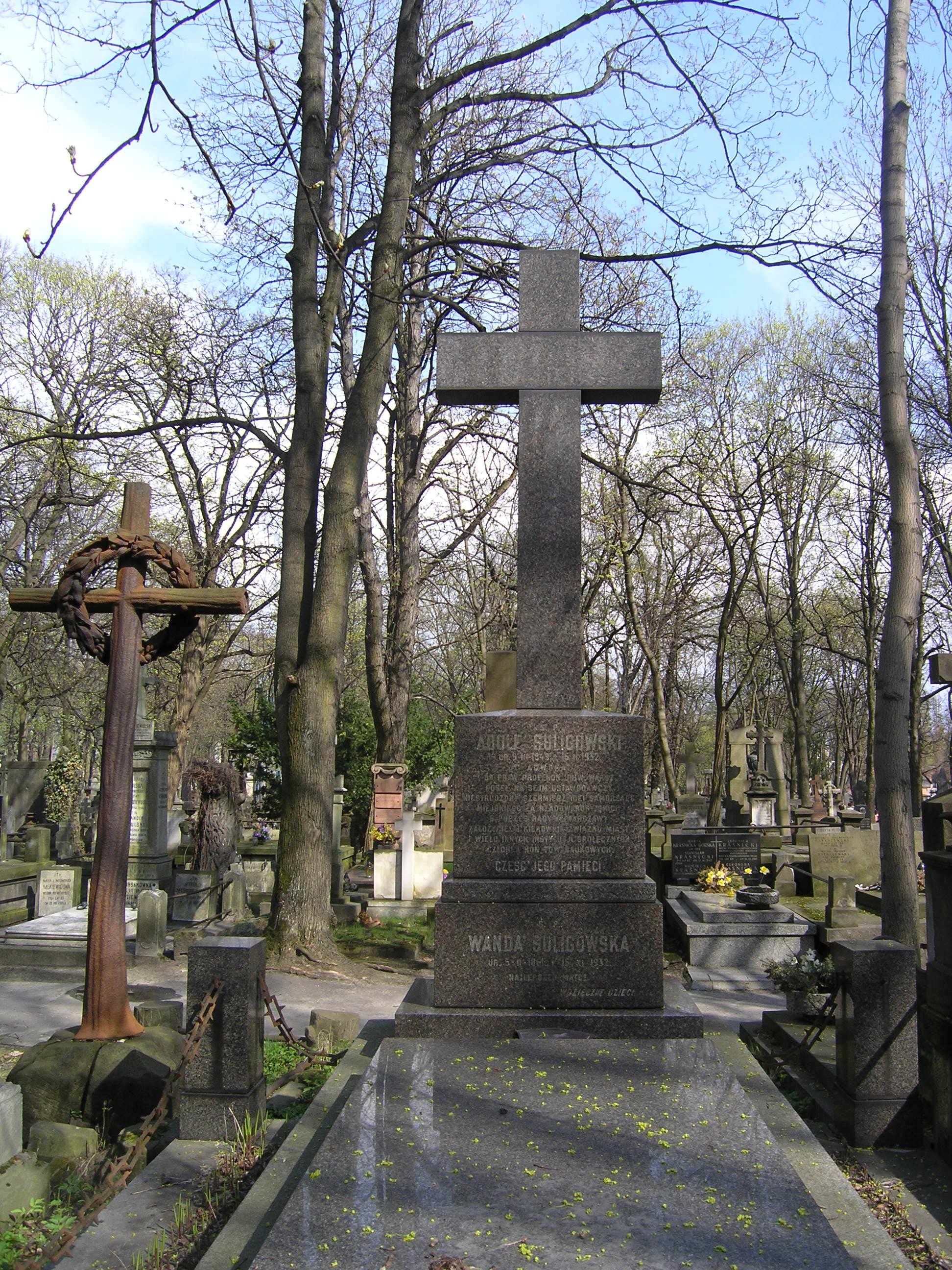
Grób adwokata Adolfa Suligowskiego na Starych Powązkach w Warszawie (stan na kwiecień 2012)

Po odzyskaniu przez Polskę niepodległości został uroczyście wpisany na listę adwokatów. Został też profesorem Uniwersytetu Warszawskiego, prowadząc wykłady z prawa samorządowego i administracji sądownictwa. Opublikował w tym czasie wiele artykułów i rozpraw naukowych. 
W 1919 wybrany posłem do Sejmu Ustawodawczego. W Sejmie wchodził w skład Komisji Prawniczej oraz Komisji Konstytucyjnej. Był przewodniczącym, powołanej z jego inicjatywy, Komisji do spraw Miejskich. Był członkiem Klubu Zjednoczenia Mieszczańskiego na Sejmie Ustawodawczym. Będąc posłem opracował projekt jednolitej dla całego państwa ustawy o ustroju adwokatury.
W 1920 założył „Związek Stowarzyszeń nieruchomości miejskiej w Polsce”, któremu przewodniczył do 1925 roku.
Od 1882 był mężem Wandy (1861–1932), z którą miał trzy córki: Marię (1884–1971), żonę inż. Feliksa Bańkowskiego, ? (1888–1950), Jadwigę (1897–1980), żonę ppłk. Stanisława Trzebuni, oraz syna Bohdana (1901–1984) – adwokata i dziekana warszawskiej Tajnej Rady Adwokackiej w czasie okupacji niemieckiej.
Zmarł w Warszawie. Spoczywa na cmentarzu Powązkowskim (kwatera D-2-22,23).

## Upamiętnienie
Jego imieniem została nazwana jedna z ulic w Warszawie.

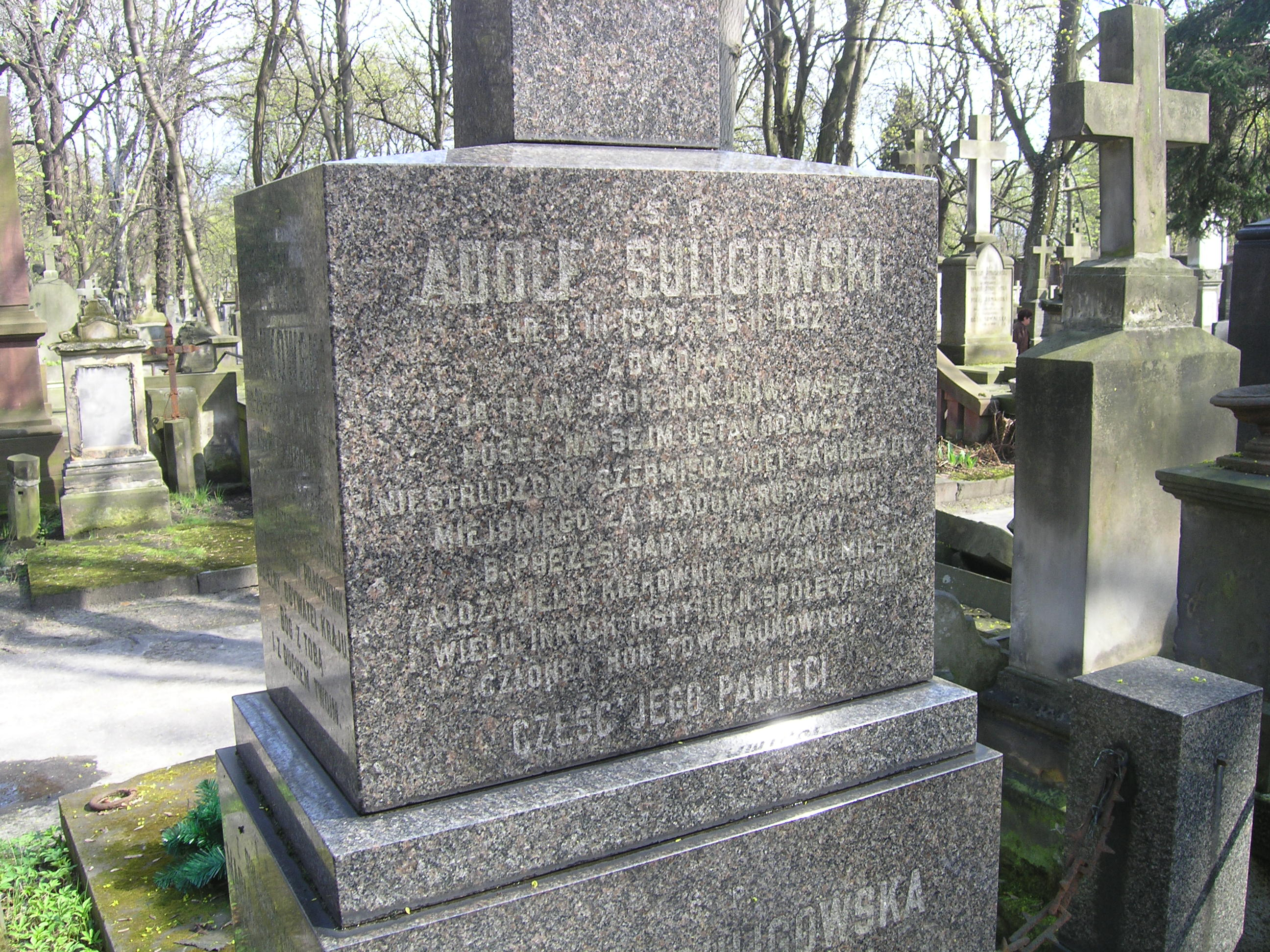
Grób adwokata Adolfa Suligowskiego na Starych Powązkach w Warszawie (stan na kwiecień 2012)